# Balanococcus poae
Balanococcus poae är en insektsart som först beskrevs av William Miles Maskell 1879.  Balanococcus poae ingår i släktet Balanococcus och familjen ullsköldlöss. Inga underarter finns listade i Catalogue of Life.